# Calhoun (Kentucky)
Calhoun is een plaats (city) in de Amerikaanse staat Kentucky, en valt bestuurlijk gezien onder McLean County.

## Demografie
Bij de volkstelling in 2000 werd het aantal inwoners vastgesteld op 836.
In 2006 is het aantal inwoners door het United States Census Bureau geschat op 807, een daling van 29 (-3,5%).

## Geografie
Volgens het United States Census Bureau beslaat de plaats een oppervlakte van
1,9 km², waarvan 1,8 km² land en 0,1 km² water. Calhoun ligt op ongeveer 116 m boven zeeniveau.

## Plaatsen in de nabije omgeving
De onderstaande figuur toont nabijgelegen plaatsen in een straal van 24 km rond Calhoun.